# Гидич, Евгений Викторович
Евгений Викторович Гидич (род. 19 мая 1996, Кокшетау) — казахстанский шоссейный велогонщик, выступающий с 2018 года за команду мирового тура «Astana Pro Team». Чемпион Азии в командной гонке с раздельным стартом на шоссе (2019) и чемпион Азии-2019 в групповой гонке.

## Карьера
В марте 2017 года одержал победу в общем зачёте Тура Таиланда, выиграв один из этапов, а также завоевал серебро в групповой гонке чемпионата Азии до 23 лет. В июне 2017 года стал третьим в генеральной классификации Тура Кореи, а в июле выиграл заключительный этап Тура озера Цинхай.
С августа 2017 года — стажёр команды Мирового Тура Astana Pro Team. Принял участие в велогонках: Велосипедная классика Брюсселя, Гран-при Фурми, Тур Дании. Занял 7-е место на Туре Алматы.
В октябре 2017 года подписал с Astana Pro Team двухлетний контракт на 2018—2019 годы.
В апреле 2019 вместе с Жандосом Бижигитовым, Даниилом Фоминых, Артёмом Захаровым и Дмитрием Груздевым стал в Ташкенте чемпионом Азии в командной гонке с раздельным стартом на шоссе. А затем выиграл групповую гонку на 166,6 км.

## Достижения
2016
1-й на этапе 6 Тура Ирана
1-й на этапах 3 и 5 Тура озера Цинхай
1-й на этапе 1 Тура Болгарии
2-й на Туре Филиппин — ГК
2017
1-й  на Туре Таиланда — ГК
1-й нам этапе 1
1-й на этапе 13 Тура озера Цинхай
2-й на Чемпионате Азии в категории U-23 в групповой гонке
3-й на Туре Кореи — ГК
7-й на Туре Алматы — ГК
2018
3-й на Туре Хорватии — ГК
1-й  Молодёжная классификация
| ГК | Генеральная классификация |